# Château de Tintagel
Pour les articles homonymes, voir Tintagel (homonymie).
Le château de Tintagel est une fortification médiévale située en Cornouailles, au Royaume-Uni, à proximité du village de Tintagel. Au début du Moyen Âge, il sert de résidence d'été aux rois de Domnonée, et c'est à Richard de Cornouailles que l'on doit la construction actuelle.
Des recherches archéologiques sur le site commencèrent au XIXe siècle, période à laquelle il devint une attraction touristique, avec des visiteurs venant voir les ruines du château de Richard. Dans les années 1930, des fouilles révélèrent des traces significatives prouvant l'existence d'un lieu d'habitation de haut statut et beaucoup plus ancien, ayant des liens commerciaux avec la Méditerranée à la fin de la période romaine.
Le château est depuis longtemps associé aux légendes arthuriennes. Tout commence au XIIe siècle, lorsque Geoffrey de Monmouth, dans son récit mythique de l'histoire britannique, l'Historia regum Britanniae, en fait le lieu de la conception d'Arthur. Selon Geoffrey de Monmouth, le roi Uther Pendragon, le père d’Arthur, a été déguisé grâce à la magie de Merlin afin de ressembler à Gorlois, duc de Cornouailles et mari d'Ygraine, la mère d'Arthur.
Le château de Tintagel est devenu une attraction touristique depuis le milieu du XIXe siècle, il est aujourd'hui géré par l'English Heritage.

## Histoire

### Période romano-britannique
Au cours du Ier siècle, le Sud de la Grande-Bretagne fut envahi et occupé par l'Empire romain. Le territoire des Cornouailles modernes fut attribué à la région administrative romaine de civitas Dumnoniorum, nom dont l'origine provient du groupe tribal britannique local que les Romains appelaient les Dumnonii. 
Au Ier siècle, cette zone de la Grande-Bretagne du sud-ouest est « isolé, sous-peuplé […] et par conséquent aussi sans importance pour les autorités romaines, jusqu'à ce que, au cours du IIIe siècle apr. J.-C., l'industrie locale de l'étain attire l'attention. » Les archéologues découvrent en Cornouailles cinq bornes érigées pendant la période romano-britannique. Deux d'entre elles se trouvent à proximité de Tintagel, indiquant qu'une route traversait la localité.
Comme le fit remarquer l'historien et archéologue cornique Charles Thomas en 1993, « Jusqu'à maintenant, aucune structure issue de fouilles sur Tintagel Island […] ne peut être citée comme étant le signe de la présence d'une colonie datant de la période romaine, paysans autochtones ou autres ». Malgré cela, une quantité de poteries apparemment romano-britanniques furent découvertes sur le site, comme un sac à main en cuir avec cordon, de style romain, contenant dix petites pièces de monnaie romaines, remontant à l'époque du règne de Tetricus I (vers 271-274) à celui de Constance II (337-361). Cela suggère qu'« apparemment […] soit l'île ou la zone située en deçà du dernier château (ou les deux…) ont été un lieu d'habitation aux IIIe et IVe siècles », même si aucune preuve de bâtiments datant de cette période n'a été trouvée.

### Au Haut Moyen Âge
À la suite du déclin de l'Empire romain d'Occident au début du Ve siècle apr. J.-C., la domination romaine au sud de la Grande-Bretagne s'effondra également, et elle se divisa en plusieurs royaumes différents, chacun avec son propre chef ou roi respectif. L'ancien quartier romain de civitas Dumnoniorum devint apparemment le royaume de Domnonée, gouverné par sa propre monarchie au cours de cette première période médiévale entre les Ve et VIIIe siècles. Ce fut dans ce contexte régional que la colonisation se poursuivit au château de Tintagel, avec la création de ce que les archéologues connaissent sous le nom de Période II du site. Il y a cependant eu des différends entre les archéologues quant à la finalité exacte du site de Tintagel Island à cette époque : au milieu du XXe siècle, on pensait généralement qu'un ancien monastère chrétien se trouvait sur ce site, mais « depuis les années 1980 environ, cette thèse a dû être abandonnée », les archéologues croyant alors qu'il s'agissait en fait d'un lieu réservé à l'élite, habité par un puissant seigneur local ou même par la famille royale de Domnonée.
L'hypothèse mentionnant que le château de Tintagel fut un monastère pendant la période II fut lancée par l'archéologue du Devon Ralegh Radford (en) qui fouilla le site de 1933 à 1938. Il arriva à cette conclusion en raison des similitudes dans les structures relatives aux premiers éléments du château de Tintagel datant du début de la période médiévale et du monastère datant du VIIe siècle situé sur le site de l'abbaye de Whitby, dans le Yorkshire.
Les archéologues n'acceptent toutefois plus ce point de vue. Ils croient aujourd'hui en revanche qu'au début de la période médiévale, il s'agissait d'un lieu réservé à l'élite dans lequel vivaient la famille royale de Domnonée et son entourage. L'archéologue et historien Charles Thomas pensait que ces personnes ne restaient pas toute l'année à Tintagel mais qu'elles se déplaçaient : « Un roi typique, accompagné de sa famille, parents, personnes à charge, prisonniers permanents, officiels et partisans, ainsi qu'une milice privée ou troupe de guerre, probablement entre cent et trois cents âmes dans l'ensemble au moins se déplaçaient avec son imposant entourage ; du moins lorsque toutes ces personnes n'étaient pas occupées dans des campagnes inter-tribales ou à repousser des envahisseurs et des malfaiteurs ». Le site est également devenu plus défendable au cours de cette période, avec la création d'un grand fossé à l'entrée de la péninsule, ne laissant qu'une voie de circulation étroite pour les personnes voulant s'en approcher.
Divers articles de luxe datant de cette période ont été trouvés sur le site, notamment des poteries d'Afrique proconsulaire (sigillées claires africaines) et de Phocée (Phocaean red slip ware), qui avaient été échangées sur le chemin du retour de la Méditerranée. En examinant ces poteries, Charles Thomas fit remarquer que « la quantité de poteries importées de Tintagel [ était ] ... considérablement supérieure à celle de tout autre site datant d'environ 450-600 apr. J.-C. en Grande-Bretagne ou en Irlande ». À partir de ce constat, il poursuivit, notant que la quantité de poteries importées de Tintagel était « plus importante que le total combiné de toutes les poteries de tous les sites connus [à cette période en Grande-Bretagne et en Irlande] ; et, étant donné que seulement environ 5 % de la surface accessible de l'île ont été fouillés ou examinés, le total initial des importations pourrait bien avoir été l'équivalent d'une ou plusieurs cargaisons complètes, avec des navires individuels transportant peut-être une cargaison de six ou sept cents amphores ». Cette conjecture l'amena à croire que Tintagel était un site où les navires transportant leurs marchandises en provenance d'Europe méridionale se mettaient à quai pour déposer leur cargaison au début de la période médiévale.

### Moyen Âge tardif
En 1225, Richard, 1er comte de Cornouailles, échangea avec Gervase de Tintagel la terre de Merthen (en) (qui, à l'origine, faisait partie du manoir de Winnianton) contre le château de Tintagel. 
Un château fut construit sur le site par le comte Richard en 1233 afin d'établir un lien avec les légendes arthuriennes que Geoffroy de Monmouth associait à cet endroit, et parce qu'il était considéré comme le lieu traditionnel pour les rois de Cornouailles. Le château fut construit dans un style démodé pour l'époque afin de lui donner une apparence plus ancienne. Richard espérait ainsi gagner la confiance des Corniques, car ces derniers se méfiaient des étrangers. Le château lui-même n'avait réellement aucune valeur stratégique.
Cependant la date fixée à la période du comte Richard remplaça l'interprétation de Raleigh Radford qui attribuait les premiers éléments du château au comte Reginald de Dunstanville et ceux qui vinrent s'ajouter plus tard au  comte Richard. Dans l'ouvrage de Sidney Toy intitulé Castles: a short history of fortifications from 1600 B.C. to A. D. 1600 (Londres, Heinemann, 1939), une période de construction antérieure est suggérée.

### Début de la période moderne
Les comtes de Cornouailles succédant à Richard n'étaient pas intéressés par le château qui, par conséquent, fut laissé au shérif du comté (en). Certaines parties de la structure servirent de prison, et les terres furent laissées en pâture. Le château ne cessa de se délabrer, et dans les années 1330, le toit abritant la salle des Chevaliers (Great Hall) n'existait plus. Par la suite, le château devint de plus en plus ruineux et subit peu à peu des dégâts causés par l'érosion de l'isthme. Lors de sa visite au début des années 1540, John Leland dut traverser un pont de fortune fait de troncs d'arbres permettant l'accès sur l'île. Lorsque l'Angleterre fut menacée d'une invasion espagnole dans les années 1580, les moyens défensifs furent renforcés à la porte « Iron Gate ». En tant que propriété du duché de Cornouailles, le manoir de Tintagel fut parmi ceux saisis par le gouvernement du Commonwealth des années 1650 (il revint au duché en 1660). La location de pâturage destiné aux moutons se poursuivit jusqu'au XIXe siècle.

### XIXeetXXesiècles

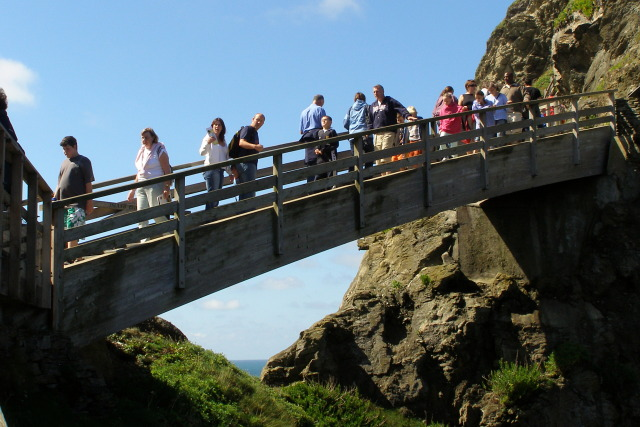
Passerelle permettant de rejoindre l'île.

À l'époque victorienne, il y avait une fascination pour les légendes arthuriennes, et les ruines du château devinrent une destination touristique. Le village moderne de Tintagel était connu sous le nom de Trevena jusqu'aux années 1850, période à laquelle le bureau de poste trouva pratique d'utiliser le nom de la paroisse plutôt que celui du village. Strictement parlant, le nom de Tintagel s'applique à la pointe seulement (celui de Tintagel Head concerne en revanche la pointe extrême située au sud-ouest de Castle Island), et les ruines du château sont en partie sur l'« île » et en partie sur le continent voisin, la pointe de l'île en direction de la mer se nomme Pen Diu (en cornique : Penn Du, signifiant « pointe noire »). Le révérend R. B. Kinsman qui fut connétable honoraire, construisit le mur de la cour : un guide était employé pour introduire les visiteurs dans le château. Jusqu'à sa présence, les marches situées de chaque côté de l'isthme étaient dangereuses, bien que la plateau pût être atteint par ceux qui y élevaient des moutons. À partir de 1870, une mine de plomb près de la grotte de Merlin (Merlin's Cave) fut exploitée. Au XXe siècle, le site fut entretenu par l'Office of works et par ses successeurs (à partir de 1929). En 1975, la traversée de l'isthme fut facilitée par l'installation d'un pont de bois.
À la fin du XIXe et au début du XXe siècle, aucune fouille n'avait été entreprise, sauf dans la chapelle, ainsi les idées suggérant que le jardin aurait été un cimetière, et que King Arthur's Footprint (l'« empreinte du roi Arthur » en français) serait l'endroit d'où le roi Arthur aurait sauté pour rejoindre le continent, étaient crédibles. King Arthur Footprint est un creux dans la roche, situé au point le plus élevé sur le côté sud de Tintagel Island. Il n'est pas tout à fait naturel car, à un moment donné, des mains humaines sont venues le façonner. Il a peut-être été utilisé pour l'investiture des rois ou des chefs puisque le site est connu pour avoir une longue histoire remontant au Moyen Âge.
Le château de Tintagel fait partie des propriétés foncières appartenant au duc de Cornouailles, le prince Charles, qui refuse de révéler la date ou les circonstances dans lesquelles le château a été confié aux soins de l'English Heritage.
En 1999, il y eut quelques controverses concernant ce site et d'autres sites gérés par l'English Heritage dans les Cornouailles. Des membres d'un groupe de pression nommé Revived Cornish Stannary Parliament (en), supprimèrent plusieurs panneaux portant le nom English Heritage car ils s'opposaient à la dénomination « English », affirmant que la Cornouailles est à juste titre une nation indépendante. Plus tard, trois hommes payèrent des amendes pénales liées à ces actions. Depuis cet épisode, plusieurs sites parmi les plus petits ont été transférés afin d'être gérés par le Cornwall Heritage Trust, comme Dupath Well (en), Les Hurlers, Tregiffian Burial Chamber (en), St Breock Downs Monolith (en), Trethevy Quoit (en), et Carn Euny (en).
Parmi les navires composant la flotte de la compagnie de navigation Union-Castle se trouvait le Tintagel Castle qui fut en service de 1954 à 1971. En 1900, un navire plus ancien portant le même nom, circulait entre l'Angleterre et l'Afrique du Sud. On construisit la locomotive « Tintagel Castle » pour la Great Western Railway, elle faisait partie de la série 4073 (en) et fonctionna de 1927 à 1962. L'une des locomotives de la  British Rail Class 57 (en), la 57603, appartenant à la First Great Western, porte également ce nom.

## Les légendes arthuriennes

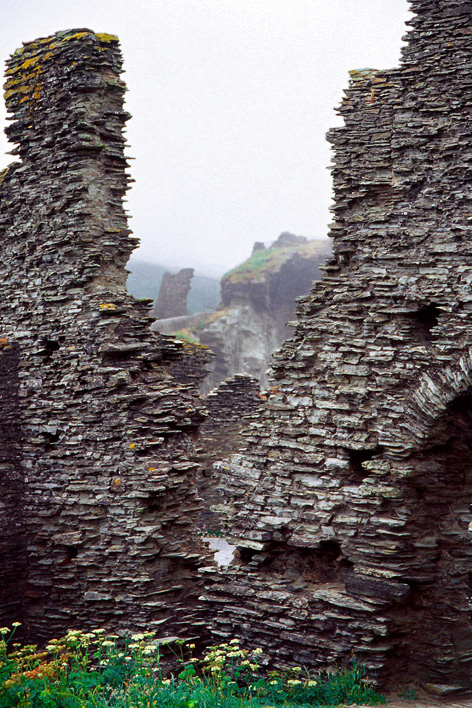
Ruines du château normand à Tintagel.

Le château est depuis longtemps associé aux légendes arthuriennes, étant d'abord lié au roi Arthur par Geoffroy de Monmouth dans son récit de l'histoire britannique, l'Historia regum Britanniae, (« Histoire des rois de Grande-Bretagne »), qui comprend un récit détaillé de la légende, a été écrite vers 1135-1138 par le Gallois Geoffroy de Monmouth. Dans ce livre, et selon la légende, le père d'Arthur, le roi de toute la Grande-Bretagne, Uther Pendragon, part en guerre contre Gorlois, duc de Cornouailles, pour capturer la femme de Gorlois, Ygraine, dont Uther est tombé amoureux. Alors que Gorlois se défend contre les armées d'Uther au fort de Dimilioc dont il est le propriétaire, il envoie Ygraine au château de Tintagel pour y être en sécurité, lieu qui, selon la légende, et l'Historia regum Britanniae, est censé être son refuge le plus sûr. Alors qu'il assiège Dimilioc, Uther confie à son ami Ulfin son amour pour Ygraine, mais Ulfin lui répond qu'il lui serait impossible de prendre Tintagel, car « il est juste à côté de la mer, et est entouré par la mer de tous les côtés ; et il n'y a pas d'autres voies pour y accéder, à l'exception d'un étroit passage rocheux, et à cet endroit, trois guerriers armés pourraient interdire toute entrée, même si vous résistez avec toute la Grande-Bretagne derrière vous ». L'histoire de Geoffroy de Monmouth se poursuit en expliquant comment le magicien Merlin fut appelé, et comment, pour les aider à pénétrer dans le château de Tintagel, il utilisa la magie pour changer l'apparence de Uther en celle de Gorlois, tout en changeant sa propre apparence et celle d'Ulfin afin de ressembler à deux compagnons de Gorlois. Déguisés ainsi, ils furent en mesure d'entrer dans le château, où Uther rejoignit Ygraine, et « cette nuit là, le plus célèbre des hommes fut conçu ».
Même si, dans l'ouvrage de Geoffrey, « L'Histoire mentionne le château de Tintagel comme étant le site de la conception d'Arthur, elle ne dit nulle part qu'Arthur est né à Tintagel, ou qu'il a un jour visité le lieu, ou que la forteresse lui a d'une manière ou d'une autre appartenu lorsqu'il était roi ». Cependant, la légende et le livre continuèrent à devenir très populaires, se répandant à travers la Grande-Bretagne à la fin de la période médiévale, époque à laquelle plusieurs textes arthuriens furent produits, beaucoup d'entre eux propageant encore l'idée qu'Arthur lui-même était en fait né à Tintagel. Plus récemment, il a été aussi suggéré que St Nectan's Kieve (en), un bassin situé sous une cascade à proximité, était le lieu où les chevaliers du roi Arthur avaient été oints avant de partir à la recherche du Saint Graal.
Le poème Tristram of Lyonesse (en) d'Algernin Charles Swinburne est l'une des versions de la légende de Tristan et Iseut qui semble confirmer que de nombreux événements clés eurent lieu à Tintagel. Une autre source semblant confirmer cela est The Famous Tragedy of the Queen of Cornwall at Tintagel in Lyonnesse de Thomas Hardy, une pièce en un acte qui fut publiée en 1923 (le livre inclut un dessin imaginaire du château à cette époque). Il existe aujourd'hui un sentier nommé Arthur's Way, partant du site et allant jusqu'au château de Cadbury (en), situé dans le Somerset. 
Cependant, nombreux sont ceux qui continuent de s'opposer à ces légendes. Par exemple, l'archéologue C.A Raleigh Radford, qui a refusé de croire à la légende et à tout ce qui y est associé, a déclaré en 1935 que « Aucune preuve concrète quelle qu'elle soit n'a encore été trouvée pour soutenir l'idée du lien légendaire existant entre le château et le roi Arthur ». Charles Thomas (en), spécialiste de l'histoire de Cornouailles, était incapable de trouver de liens solides, principalement en raison du fait que les légendes et les histoires n'étaient transmises que verbalement à cette époque, et il déclara en 1993 que, malheureusement, jusqu'à présent, « il n'existe tout simplement aucun lien indépendamment attesté dans l'ancien folklore de Cornouailles localisant Arthur, à quelque âge ou titre que ce soit, à Tintagel ». Beaucoup d'autres désapprouvent, maintenant que la figure légendaire aurait été principalement un chef britannique du début du Moyen Âge, impliqué dans la lutte contre les Anglo-Saxons qui migraient et s'installaient en Grande-Bretagne à cette époque. Une pierre d'Artognou (en) trouvée à Tintagel portant l'inscription « PATERN [ - ] COLI AVI FICIT ARTOGNOU » a été revendiquée par certains comme étant la preuve de l'existence d'un Arthur dans l'histoire, mais la plupart des historiens rejettent ce point de vue.

## Fouilles
Dans les années 1930, il fut décidé d'entamer des fouilles archéologiques majeures  sur le site, et ainsi, le HM Office of Works employa l'archéologue du Devon Courtenay Arthur Radford Raleigh (en) (1900-1999) pour travailler en tant que directeur du site. Il avait auparavant été employé comme inspecteur des monuments anciens dans le Pays de Galles et le Monmouthshire de 1929 et 1934, et à partir de 1936, il occupa le poste de directeur de la British School at Rome. 
Les fouilles commencèrent en 1933, et en 1935, il écrivit à la fois un rapport intérimaire et un guide intitulé Tintagel Castle qui fut publié par H.M. Stationery Office. Les fouilleurs employèrent d'anciens ouvriers de la carrière (la dernière carrière de Tintagel ferma en 1937), qui travaillèrent  sous les ordres d'un contremaître qualifié et qui furent chargés de défricher les terres de l'île, suivant et exposant les murs sur lesquels ils tombaient et gardant les découvertes. Les fouilles durent cesser en 1939 en raison du déclenchement de la Seconde Guerre mondiale. Radford dut prendre part à l'effort de guerre à l'étranger, tandis que la plupart des rapports originaux du site furent détruits lorsque sa maison située à Exeter fut bombardée par la Luftwaffe pendant le conflit. 
Au milieu des années 1980, un incendie sur Tintagel Island conduisit à une érosion considérable de la couche arable, et beaucoup plus de fondations de bâtiments que celles enregistrées par Raleigh Radford purent être constatées. En 1998, la dite «pierre d'Artognou (en)» (découverte sur l'île) suscita des espoirs pour établir un certain fondement à la légende. À présent, les ruines du château sont situées sur une péninsule rocheuse qui surplombe une partie de l'océan Atlantique, maintenant connu sous le nom de mer Celtique. Selon les chiffres publiés par l'Association of Leading Visitor Attractions, plus de 190 000 personnes ont visité le château de Tintagel en 2010.

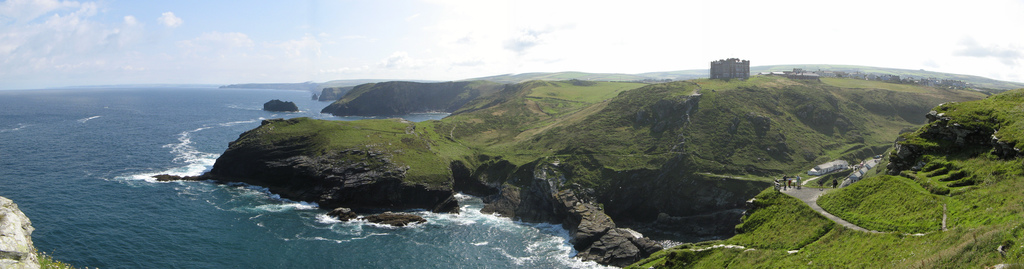
Vue panoramique du château de Tintagel, en direction nord-est, on peut voir le bâtiment le plus important: un hôtel, construit en 1899, aujourd'hui appelé le Camelot Castle Hotel; le promontoire au-dessous se nomme Barras Head.

## Sources
- (en) Cet article est partiellement ou en totalité issu de l’article de Wikipédia en anglais intitulé « Tintagel Castle » (voir la liste des auteurs).